# La Reina, Chile
La Reina este un oraș și comună din provincia Santiago, regiunea Metropolitană Santiago, Chile, cu o populație de 96.762 locuitori (2012) și o suprafață de 23,4 km2.